# 傷追い人
『傷追い人』（きずおいびと）は、小池一夫原作・池上遼一作画による漫画（劇画）、またそれを原作としたOVA。小学館『ビッグコミックスピリッツ』1982年1月15日号（発売日は前年12月）から1986年3月30日号まで連載。
悪の巨大組織「G・P・X」に恋人と青春を奪われた元アメリカンフットボーラー・茨木圭介の愛と復讐の戦いを描く、モンテ・クリスト伯を意識して企画された復讐劇。
実質的な前作にあたる『I・餓男』は、主人公が復讐を果たせぬまま未完に終わったが、リターンマッチにあたる本作では、主人公は復讐を一応の形で遂げることができた。高橋留美子を筆頭としたラブコメに流行が移り、旧来の劇画が失速していた時期だったことから、『傷追い人』でも一部コメディが試みられたが、最終的には男たちが単行本1巻分以上をかけて決闘を繰り広げる王道の「劇画」で物語は決着する。

## あらすじ
茨木圭介は一流のアメリカンフットボール選手だったが、最愛の恋人・夏子とともに有名人を出演させる闇のポルノフィルム制作組織G・P・X（God Pornographic X-rated Film）に拉致される。圭介と夏子は愛を貫いて出演を拒否し続けるが、彼等の策略によって夏子は自決。更なる報復で母を殺され、自らも麻薬使用の濡れ衣を着せられて投獄される。全てを失ったことによる怒りと復讐心を生きる糧とした代償として短期間で白髪となり、看守を驚愕させた。
服役を終えた圭介は、G・P・Xの手が唯一及んでいないブラジルの奥地にてリオ・バラキと名乗り、ブラジルの奥地でガリンペイロとして金の採掘を続けながら復讐のために再起をかける。
日本人のガリンペイロがいるという情報をつかんだ日下夕湖は取材のためにのブラジルへやってきて、圭介と出会うが、会うや否や圭介は夕湖をレイプする。夕湖は圭介に反発しながらも心惹かれ、行動を共にするようになっていった。財宝を求めて共に旅を続ける中、夏子への思いを断ち切れずにいた圭介の心は夕湖によって癒され、やがて相思相愛になる。ついにはポルトガルの財宝を手に入れるが、マフィアとの戦いが起き、圭介を銃弾から守って夕湖は命を落とす。
圭介はアメリカ合衆国へ渡ると、財宝をもとにアメフトチーム“ニューヨーク・リベンジャーズ”のオーナー兼クォーター・バックの実業家ジョー・ツルギとして社交界で頭角を現し、G・P・Xをおびき寄せることに成功する。
G・P・XのNo.2・カルロ・ザンビーノとの戦いでブラジル以来の仲間だったペギーを失うもカルロのファミリーを取り込み、コーザ・ノストラに加わることで裏社会の力を手にし、G・P・Xの核心に迫っていく。そして、圭介を狙う刺客だったミスティを伴侶とし、G・P・Xとの最終決戦に赴く。圭介はそれに勝利し、最終的にはG・P・Xを圭介が乗っ取るかたちで復讐を果たす。

## 登場人物

### 主人公と関係者たち
茨木 圭介
声：堀勝之祐
またの名を、リオ・バラキ、白髪鬼(ホワイト・ヘアード・デビル)、ジョー・ツルギ。
『I・餓男』の暮海猛夫にあたるキャラクター。
アニメ版ではCIA長官となり、妻に迎えたミスティと共に、亡母と先に落命した3人の女性達の墓に赴いている。
小宮 夏子
声：鶴ひろみ
圭介の婚約者。スケバンとして因縁をつけたことがもとで圭介に一目惚れする。圭介に胸に蜥蜴(リザード)の刺青を入れさせることで、二人の愛は不動のものとなり、婚約者となる。
その幸せも束の間、圭介と共にG・P・Xの罠に落ち、圭介との愛を貫いて自決する。
『I・餓男』の広瀬未來にあたるキャラクターで、物語の発端。
日下 夕湖
声：小山茉美
空手有段者にして美人の人気キャスター。最初のヒロイン。
番組のロケでブラジルに来るも、圭介に襲われ、レイプされてしまう。
その後、現地のギャングにロケに来たメンバーごと襲われ、レイプされかけるも圭介に助けられ、彼から「俺は敗北者。そして、復讐者(リベンジャー)だ」と告げられ、自分が圭介を愛していることを自覚していく。
最終的に全てを捨てて彼を追いかけ、共にポルトガルの財宝を手に入れるも、財宝を奪おうと襲ってきたマフィアとの戦いで圭介の盾となって銃弾を浴び、命を落とした。
ペギー（ダイヤモンド・ペギー）
声：弥永和子
女の船大工。ブラック・スネークも敵わない怪力を誇る。マフィアの紹介で圭介らと知り合い、ポルトガルの財宝を積んでアメリカへ渡る為の船「タマリスク」を建造する。自らの不注意でマフィアに目をつけられ、夕湖とスネークの死を招いた責任を感じ、圭介の性奴隷も厭わぬ献身ぶりを見せる。圭介もその想いに応え、共にブラジルを離れて渡米。
渡米後は財宝を元手に、G・P・Xをおびき出すため“ダイヤモンド・ペギー”の名でモデルとして社交界に身を投じると同時に圭介の妻ともなるが、G・P・XのNo.2・カルロ・ザンビーノとの戦いで圭介の盾となり、命を落とす。
ミスティ
声：深見梨加
カルロ･ザンビーノの跡目を継いだ圭介に対してG・P・Xが放った刺客。
華奢な美少女だが幼少時より体術や暗殺術を叩き込まれており、マグナムをぶっ放し、ビリヤードも男顔負けの腕を誇る。冷然と殺人をこなしていたが、圭介によるヨット上での緊縛レイプのあと、その愛に心をほぐされる。圭介を愛し、共に“クラシック・アーミー”との戦いに臨む。唯一、本作の最終話まで生き残り、圭介と共にいた最後のヒロイン。
アニメ版ではCIA長官となった圭介の妻となり、彼の亡母と先に落命した3人の女性達の墓に赴いている。
ブラック・スネーク
黒人のガリンペイロで、名前の通りニシキヘビの「キング」と行動を共にしている。圭介、夕湖、ペギーに出会い、共にブラジル脱出を図るが、マフィアとの戦いでペギーを庇い、マフィアのボスを道連れにした。
フリッチョフ・パリー
世界一の宝石鑑定士と呼ばれた老人で、資産家への人脈も豊富。圭介とペギーに執事として仕える。
木島
圭介とペギーのボディーガード兼運転手。寡黙なスキンヘッドの大男。
リッキー
声：難波圭一
マフィアの下っ端。コーザ・ノストラに入ろうとした圭介の前に裏切り者として引き出された。殺される所を圭介に救われ、部下となる。
ニック・ゴレスキー
声：渡部猛
ニューヨーク市警の警部。腕力も射撃術も抜群だが、血の気が多く出世できなかった所をボディーガードとして圭介に引き抜かれた。非合法組織や麻薬に詳しく、警察にも顔が利く。
ジョルジョ
声：大滝進矢
自動車のテストドライバーだったが、運転手として圭介に引き抜かれた。自動車のメカニックに詳しく、車の罠を次々と見抜く。同性愛者であるためミスティの誘惑にも動じない。料理にも詳しい。多弁で大口を叩くこともあるが、言うだけのことはある。
スズキ・ゴンベ
最終盤に登場するニューヨークの日本人ホームレス。ホワイトとの死闘によって、あまりに強大すぎたG・P・Xの正体が判明してもなお、信念を曲げぬために自らに課した試練に身を置く圭介を、同じ日本人として気に掛け、いろいろと世話を焼く。

### G・P・X
各国の要人や政財界の大物を顧客に、一流のスターやスポーツ選手の男女が出演するポルノフィルムを制作、販売していた謎の組織。出演者候補に選ばれた者は事前に個人情報や弱みを握られており、脅迫同然に出演させられている。圭介は出演を拒否したことによる報復によって無実の罪で投獄された上、その過程で夏子と実母を喪い、復讐へと身を置くこととなる。
G・P・Xとは“God Pornographic X-rated film(ゴッド・ポルノグラフィック・エックス-レイテッド・フィルム)”の略称。しかし、この名は組織の実態を隠すための表向きの名称で、真の名称は“Great Person-X(グレート・パーソン‐エックス)”という。
真の役割はCIAの一機関として世界各国の要人や政財界の大物などといった最重要人物をリストアップし、これを管理・監視、場合によっては暗殺することにあり、ポルノフィルムの制作・販売はその人物達を顧客として把握するための手段にすぎなかった。統括権限はCIA長官であり、その事実をホワイト大佐が対決の末に残したテープに告白記録した音声を聴き、圭介は愕然とする。
また、G.P.Xの真の正体を知っていたのはCIA長官、ホワイト大佐のみで、カルロやジジですら真の正体を知らされていなかったが、圭介がその正体を知った時には、G・P・Xは既に解体されていた。
カルロ・ザンビーノ
声：小林勝彦
フィルム制作部門を統括するG・P・XのNo.2。コーザ・ノストラの一員でG・P・Xも関連組織と思われていたが、実際には無関係でカルロ自身も実態は知らされていなかった。口封じとして現れたミスティに射殺されるが、彼のファミリーは圭介が受け継ぐことになる。
ジジ
声：高島雅羅
カルロの愛人で数多のフィルムを手がけていたG・P・Xの女監督。圭介とペギーの絡みを撮影中に欲情し圭介に抱かれるも、すべて仕組まれた罠であり、圭介が頭部に仕込んでいたモルヒネ・ゼロ号(ヘロイン生成過程でできる産物)を陰部に塗りこめられたため、カルロに切り捨てられて殺された。
ドク（アニメ版ではティーチャー）
声：二又一成
組織の上層部が送り込んだ殺し屋。ミスティに暗殺術を教え込んだ張本人。アニメ版では「お前達はアメリカを相手にすることになる」とG・P・Xの正体を知っているような発言を残した。
ホワイト大佐
声：稲葉実
G・P・Xが送り込んだ最後の刺客で、ゲリラ戦のエキスパート。戦場の魅力に取りつかれた退役軍人で組織された“クラシック・アーミー”を率いて圭介たちを窮地に追い込むも、計略に嵌った副官のジョーの失策から全兵士を敵に回す事態に陥る。ジョーに対して公開リンチ(ただし互いに申し合わせたもの)を行い事態をおさめるものの、統率が取れなくなったと判断したホワイトは部隊の解散を宣言。その後ジョーとともに圭介たちのもとに乗り込み対決する。その際にG・P・Xの正体を語ったテープを遺しており、圭介は驚愕の真実を知ることになる。
ジョー
ベトナム時代からのホワイトの部下で、“クラシック・アーミー”の副官を務める大柄なアメリカインディアン。圭介のアジトを包囲するも、兵士たちの心理を利用した圭介の策略に嵌りヘリを撃墜。全兵士から憎悪を受け、解散を余儀なくされる。その後、ホワイトと二人だけで圭介たちの元に乗り込み、ミスティと対決するも敗死。ちなみに、2人とも戦争中にベトコンから受けた拷問により男性器を切り取られている。